# 格莱纳克
格莱纳克（法語：Glénac，法語發音：[ɡlenak]）是法国莫尔比昂省的一个旧市镇，属于瓦讷区。2017年，格莱纳克与市镇拉加西伊和拉沙佩勒加斯利讷合并为新的拉加西伊。

## 地理
格莱纳克（47°43'36"N, 2°7'59"W）面积13.7 平方千米，位于法国布列塔尼大區莫尔比昂省，该省份为法国西北部沿海省份，位于布列塔尼半岛南部，北起阿摩尔滨海省、西接菲尼斯泰尔省，南濒大西洋，东南接大西洋卢瓦尔省，东临伊勒-维莱讷省。
与格莱纳克接壤的市镇（或旧市镇、城区）包括：拉加西伊、库尔农、乌斯特河畔班、乌斯特河畔圣樊尚、佩亚克、莱富日雷。

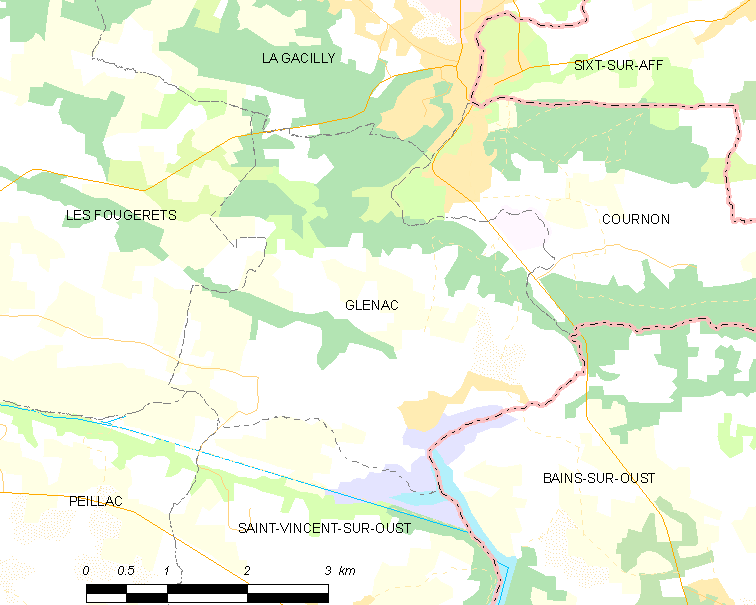
格莱纳克的OSM定位图

格莱纳克的时区为UTC+01:00、UTC+02:00（夏令时）。

## 行政
格莱纳克的邮政编码为56200，INSEE市镇编码为56064。

## 政治
格莱纳克所属的省级选区为盖尔县。

## 人口

1962-2008年间格莱纳克人口变化图示

格莱纳克于2018年1月1日时的人口数量为894人。